# Menegazzia fumarprotocetrarica
Menegazzia fumarprotocetrarica är en lavart som beskrevs av Elix. Menegazzia fumarprotocetrarica ingår i släktet Menegazzia och familjen Parmeliaceae.   Inga underarter finns listade i Catalogue of Life.